# Odon Wielki
Odo Wielki (też: Eudo, Eudes, zm. ok. 735) – książę Akwitanii od ok. 700 r. Jego władztwo obejmowało tereny południowo-zachodniej Galii, od Loary po Pireneje. Stolicą księstwa była Tuluza. Odon rządził Akwitanią aż do swojej abdykacji w 735 r.
Wczesne lata życia Odona są nieznane, nieznani są też jego przodkowie. Na podstawie tzw. „charte d’Alaon”, nieuznawanej przez historyków za wiarygodne źródło, ojcem Odona był jeden z poprzednich książąt Akwitanii Boggis, który sam miał być synem merowińskiego króla Akwitanii Chariberta II. Ojcem Odona mógł być również krewny (brat?) Boggisa, Bertrand. Odon jest również uznawany za brata św. Huberta.
Nie jest również jasne, kiedy Odon objął rządy w Akwitanii. Ostatnia wzmianka o poprzednim znanym księciu, Lupusie I, pochodzi z 676 r. O Odonie wiadomo, że z całą pewnością był księciem Akwitanii w roku 700. Nie wiadomo kto rządził Akwitanią w latach 676–700. W 715 r., korzystając z wojny domowej w królestwie Franków, Odon ogłosił się władcą samodzielnym. Nie wydaje się jednak, aby kiedykolwiek przyjął tytuł królewski.
W 718 r. występuje jako sprzymierzeniec króla Neustrii Chilperyka II i jego majordoma Ragenfrida w walce z majordomem Austrazji Karolem Młotem. W 719 r., po klęsce Chilperyka pod Soissons, Odon zawarł pokój z Karolem i przeszedł na jego stronę.
Odon walczył również z Saracenami, którzy po podbiciu hiszpańskiego królestwa Wizygotów rozpoczęli najazdy na południową Galię. 9 czerwca 721 r. odniósł świetne zwycięstwo pod Tuluzą, pokonując As-Samha ibn Malika al-Chaulaniego, który zmarł wkrótce z ran odniesionych w bitwie. Po bitwie Odon otrzymał dary dziękczynne od papieża Grzegorza II. Wkrótce jednak Odon wdał się w spory z Karolem Młotem i kiedy Arabowie ponownie zaatakowali jego księstwo w 732 r. poniósł klęskę w bitwie nad Garonną i musiał uznać zwierzchnictwo Karola Młota, który jeszcze w tym samym roku zadał najeźdźcom decydującą klęskę pod Poitiers. Podczas tej bitwy Odon dowodził prawym skrzydłem wojsk frankijskich.
Książę abdykował w 735 r. na rzecz swojego syna Hunalda. Pozostawił po sobie jeszcze jednego syna, imieniem Ato, oraz córkę, prawdopodobnie o imieniu Lampegia (Lamperia?), która poślubiła jednego z dostojników muzułmańskich, berberyjskiego wodza Usmana ibn Naissę (zwanego Munnuzą). Zmarł niedługo później, prawdopodobnie w klasztorze, nie później niż w 740 r.